# Meidericher Spielverein Duisburg 2017-2018 (femminile)
Questa voce raccoglie le informazioni riguardanti il Meidericher Spielverein Duisburg  nelle competizioni ufficiali della stagione calcistica 2017-2018.

## Stagione
Nella stagione 2017-2018 l'MSV Duisburg, allenato da Christian-Franz Pohlmann fino all'esonero, poi da Thomas Gerstner, concluse il campionato di Frauen-Bundesliga al 9º posto raggiungendo così la salvezza, mentre in coppa di Germania fu eliminato già al primo incontro del torneo, al secondo turno, di misura dall'Arminia Bielefeld.

## Divise e sponsor
La scelta cromatica delle maglie era la stessa dell'MSV Duisburg maschile. Il main sponsor era Sparkasse Duisburg, mentre quello tecnico, fornitore delle tenute di gioco, era Capelli Sport.
| Casa | Trasferta | Terza divisa |

## Organigramma societario
Staff tecnico come da sito ufficiale.
Area tecnica
- Allenatore: Christian-Franz Pohlmann (fino al 14 febbraio 2018)
- Allenatore: Thomas Gerstner (dal 26 febbraio 2018)
- Allenatore in seconda: Robert Augustin
- Allenatore dei portieri: Marc Ernzer

## Rosa
Rosa, ruoli e numeri di maglia come da sito ufficiale.
| N. |                        | Ruolo | Calciatrice       |
| -- | ---------------------- | ----- | ----------------- |
| 1  | Germania (bandiera)    | P     | Meike Kämper      |
| 2  | Slovacchia (bandiera)  | D     | Lucia Haršányová  |
| 7  | Germania (bandiera)    | C     | Magdalena Richter |
| 8  | Albania (bandiera)     | C     | Geldona Morina    |
| 9  | Paesi Bassi (bandiera) | A     | Eshly Bakker      |
| 10 | Germania (bandiera)    | A     | Sofia Nati        |
| 11 | Polonia (bandiera)     | C     | Symela Ciesielska |
| 13 | Canada (bandiera)      | C     | Danica Wu         |
| 14 | Giappone (bandiera)    | A     | Serina Kashimoto  |
| 16 | Germania (bandiera)    | C     | Rieke Dieckmann   |
| 17 | Germania (bandiera)    | C     | Yvonne Zielinski  |

| N. |                        | Ruolo | Calciatrice          |
| -- | ---------------------- | ----- | -------------------- |
| 18 | Austria (bandiera)     | C     | Barbara Dunst        |
| 19 | Germania (bandiera)    | A     | Stefanie Weichelt    |
| 20 | Germania (bandiera)    | D     | Julia Debitzki       |
| 21 | Germania (bandiera)    | D     | Marina Himmighofen   |
| 22 | Germania (bandiera)    | D     | Vanessa Martini      |
| 23 | Germania (bandiera)    | P     | Lena Nuding          |
| 24 | Germania (bandiera)    | D     | Virginia Kirchberger |
| 25 | Paesi Bassi (bandiera) | A     | Pia Rijsdijk         |
| 27 | Austria (bandiera)     | A     | Lisa Marie Makas     |
| 32 | Germania (bandiera)    | P     | Lisa Klostermann     |
| 33 | Germania (bandiera)    | D     | Kathleen Radtke      |

## Calciomercato

### Sessione estiva
| Acquisti | Acquisti          | Acquisti          | Acquisti   |
| R.       | Nome              | da                | Modalità   |
| -------- | ----------------- | ----------------- | ---------- |
| D        | Lucia Haršányová  | Neunkirch         | definitivo |
| D        | Vanessa Martini   | SGS Essen         | definitivo |
| C        | Symela Ciesielska | Arminia Bielefeld | definitivo |
| C        | Rieke Dieckmann   | Bayer Leverkusen  | definitivo |
| C        | Barbara Dunst     | Bayer Leverkusen  | definitivo |
| C        | Geldona Morina    | Gütersloh         | definitivo |
| C        | Magdalena Richter | Gütersloh         | definitivo |
| A        | Pia Rijsdijk      | ADO Den Haag      | definitivo |
| A        | Eshly Bakker      | Twente            | definitivo |

| Cessioni | Cessioni           | Cessioni            | Cessioni                       |
| R.       | Nome               | a                   | Modalità                       |
| -------- | ------------------ | ------------------- | ------------------------------ |
| P        | Scarlett Hellfeier | SV Budberg          | definitivo                     |
| D        | Alice Hellfeier    | SV Budberg          | definitivo                     |
| D        | Rahel Kiwic        | Turbine Potsdam     | definitivo                     |
| D        | Isabel Schenk      | Borussia M'gladbach | definitivo                     |
| C        | Lee Falkon         | West. Sydney W.     | definitivo                     |
| C        | Anna-Sophie Fliege | Sindelfingen        | definitivo                     |
| C        | Lara Hess          | Bayer Leverkusen    | definitivo                     |
| C        | Jülide Mirvan      | MSV Duisburg II     | aggregata alla squadra riserve |
| C        | Zsófia Rácz        | PSV                 | definitivo                     |
| A        | Nicole Munzert     | Bayer Leverkusen    | definitivo                     |

### Sessione invernale
| Acquisti | Acquisti | Acquisti | Acquisti |
| R.       | Nome     | da       | Modalità |
| -------- | -------- | -------- | -------- |
|          |          |          |          |

| Cessioni | Cessioni       | Cessioni | Cessioni   |
| R.       | Nome           | a        | Modalità   |
| -------- | -------------- | -------- | ---------- |
| A        | Sofia Inguanta | PSV      | definitivo |

## Risultati

### Frauen-Bundesliga

#### Girone di andata
| Arbitro: | Wacker (Lehrensteinsfeld) |

|            |           |  |
| Magull 22’ | Marcatori |  |

| Arbitro: | Kunkel (Amburgo) |

|  |           |                           |
|  | Marcatori | 59’ (rig.) Kellond-Knight |

| Arbitro: | Duske (Leverkusen) |

|                          |           |                 |
| Schiechtl 9’ Lührßen 82’ | Marcatori | 50’ Kirchberger |

| Arbitro: | Biehl (Siesbach) |

|  |           |           |
|  | Marcatori | 33’ Peter |

| Arbitro: | Heimann (Gladbeck) |

|                      |           |             |
| Schmidt 34’ Munk 82’ | Marcatori | 4’ Rijsdijk |

| Arbitro: | Schlemmer (Nußbach) |

|            |           |                         |
| Radtke 84’ | Marcatori | 48’ Hegering 63’ Klasen |

| Arbitro: | Derlin (Bad Schwartau) |

|                                   |           |         |
| Voňková 26’ Lohmann 29’ Roord 54’ | Marcatori | 6’ Nati |

| Arbitro: | Rafalski (Baunatal) |

|  |           |           |
|  | Marcatori | 53’ Hearn |

| Arbitro: | Diekmann (Dortmund) |

|                     |           |  |
| Breitner 44’ (rig.) | Marcatori |  |

| Arbitro: | Stolz (Pritzwalk) |

|  |           |                          |
|  | Marcatori | 38’ Nikolić 62’ Aschauer |

| Arbitro: | Schwermer (Rieder) |

|                                       |           |  |
| Utes 20’ Pietrangelo 81’ Seiler 90+2’ | Marcatori |  |

#### Girone di ritorno
| Arbitro: | Wildfeuer (Lubecca) |

|                      |           |           |
| Haršányová 3’ Wu 90’ | Marcatori | 41’ Minge |

| Arbitro: | Derlin (Bad Schwartau) |

|                         |           |  |
| Ehegötz 11’ Schwalm 87’ | Marcatori |  |

| Arbitro: | Duske (Leverkusen) |

|                   |           |  |
| Radtke 90’ (rig.) | Marcatori |  |

| Arbitro: | Weigelt (Lipsia) |

|            |           |  |
| Harder 18’ | Marcatori |  |

| Arbitro: | Wozniak (Herne) |

|                 |           |  |
| Añonma 44’, 58’ | Marcatori |  |

| Arbitro: | Schwermer (Rieder) |

|                                    |           |           |
| Dallmann 9’ Schüller 15’ Knaak 67’ | Marcatori | 5’ Radtke |

| Arbitro: | Schlemmer (Nußbach) |

|            |           |                                 |
| Radtke 55’ | Marcatori | 14’ Däbritz 47’ Roord 83’ Rolfö |

| Arbitro: | Wacker (Lehrensteinsfeld) |

|  |           |                           |
|  | Marcatori | 56’ Añonma 72’ Haršányová |

| Arbitro: | Stolz (Pritzwalk) |

|                            |           |  |
| Morina 85’ Zielinski 90+2’ | Marcatori |  |

| Arbitro: | Michel (Gau-Odernheim) |

|                                               |           |  |
| Nikolić 13’, 70’ Feiersinger 33’ Van Bonn 81’ | Marcatori |  |

| Arbitro: | Hussein (Bad Harzburg) |

|            |           |  |
| Morina 88’ | Marcatori |  |

### DFB-Pokal der Frauen
| Arbitro: | Klimm (Ditzum) |

|                                   |           |            |
| Dieckmann 61’ (aut.) Grünheid 73’ | Marcatori | 86’ Bakker |

## Statistiche

### Statistiche di squadra
| Competizione         | Punti | In casa | In casa | In casa | In casa | In casa | In casa | In trasferta | In trasferta | In trasferta | In trasferta | In trasferta | In trasferta | Totale | Totale | Totale | Totale | Totale | Totale | DR  |
| Competizione         | Punti | G       | V       | N       | P       | Gf      | Gs      | G            | V            | N            | P            | Gf           | Gs           | G      | V      | N      | P      | Gf     | Gs     | DR  |
| -------------------- | ----- | ------- | ------- | ------- | ------- | ------- | ------- | ------------ | ------------ | ------------ | ------------ | ------------ | ------------ | ------ | ------ | ------ | ------ | ------ | ------ | --- |
| Frauen-Bundesliga    | 19    | 11      | 5       | 0       | 6       | 10      | 11      | 11           | 1            | 0            | 10           | 6            | 22           | 22     | 6      | 0      | 16     | 16     | 33     | -17 |
| DFB-Pokal der Frauen | -     | -       | -       | -       | -       | -       | -       | 1            | 0            | 0            | 1            | 1            | 2            | 1      | 0      | 0      | 1      | 1      | 2      | -1  |
| Totale               | -     | 11      | 5       | 0       | 6       | 10      | 11      | 12           | 1            | 0            | 11           | 7            | 24           | 23     | 6      | 0      | 17     | 17     | 35     | -18 |

### Andamento in campionato
| Giornata  | 1 | 2  | 3  | 4  | 5  | 6  | 7  | 8  | 9  | 10 | 11 | 12 | 13 | 14 | 15 | 16 | 17 | 18 | 19 | 20 | 21 | 22 |
| --------- | - | -- | -- | -- | -- | -- | -- | -- | -- | -- | -- | -- | -- | -- | -- | -- | -- | -- | -- | -- | -- | -- |
| Luogo     | T | C  | T  | C  | T  | C  | T  | C  | T  | C  | T  | C  | T  | C  | T  | C  | T  | C  | T  | C  | T  | C  |
| Risultato | P | P  | P  | P  | P  | P  | P  | P  | P  | P  | P  | V  | P  | V  | P  | V  | P  | P  | V  | V  | P  | V  |
| Posizione | 7 | 10 | 11 | 11 | 11 | 11 | 12 | 12 | 12 | 12 | 12 | 12 | 12 | 10 | 10 | 10 | 10 | 11 | 9  | 9  | 9  | 9  |

Legenda:

Luogo: C = Casa; T = Trasferta. Risultato: V = Vittoria; N = Pareggio; P = Sconfitta.

### Statistiche delle giocatrici
| Giocatore | Frauen-Bundesliga | Frauen-Bundesliga | Frauen-Bundesliga | Frauen-Bundesliga | DFB-Pokal der Frauen | DFB-Pokal der Frauen | DFB-Pokal der Frauen | DFB-Pokal der Frauen | Totale   | Totale | Totale      | Totale     |
| Giocatore | Presenze          | Reti              | Ammonizioni       | Espulsioni        | Presenze             | Reti                 | Ammonizioni          | Espulsioni           | Presenze | Reti   | Ammonizioni | Espulsioni |
| --------- | ----------------- | ----------------- | ----------------- | ----------------- | -------------------- | -------------------- | -------------------- | -------------------- | -------- | ------ | ----------- | ---------- |